# (9729) 1981 RQ
(9729) 1981 RQ est un astéroïde de la ceinture principale de 5,669 km de diamètre découvert en 1981.

## Description
(9729) 1981 RQ a été découvert le 7 septembre 1981 à l'observatoire Kleť, en République tchèque, en Bohême-du-Sud, par Antonín Mrkos.

### Caractéristiques orbitales
L'orbite de cet astéroïde est caractérisée par un demi-grand axe de 2,58 UA, un périhélie de 2,11 UA, une excentricité de 0,18 et une inclinaison de 13,07° par rapport à l'écliptique. Du fait de ces caractéristiques, à savoir un demi-grand axe compris entre 2 et 3,2 UA et un périhélie supérieur à 1,666 UA, il est classé, selon la JPL Small-Body Database, comme objet de la ceinture principale.

### Caractéristiques physiques
(9729) 1981 RQ a une magnitude absolue (H) de 13,3 et un albédo estimé à 0,296, ce qui permet de calculer un diamètre de 5,669 km. Ces résultats ont été obtenus grâce aux observations du Wide-Field Infrared Survey Explorer (WISE), un télescope spatial américain mis en orbite en 2009 et observant l'ensemble du ciel dans l'infrarouge, et publiés en 2014 dans un article présentant les résultats concernant 2 835 astéroïdes de la ceinture principale.